# Østerild Kommune
Østerild Kommune var en kommune i Hillerslev Herred i Thisted Amt, der blev dannet ved en opsplitning af Hunstrup-Østerild Kommune i 1923. Det blev i 1970 indlemmet i Thisted Kommune.